# Kenji Inoue
Kenji Inoue (japanisch 井上 謙二 Inoue Kenji; * 5. November 1976 in Amino, heute Kyōtango, Präfektur Kyōto) ist ein ehemaliger japanischer Ringer. Er gewann bei den Olympischen Spielen 2004 eine Bronzemedaille im Freistilringen im Federgewicht.

## Werdegang
Kenji Inoue begann im Alter von 13 Jahren im Jahre 1989 mit dem Ringen. Er konzentrierte sich dabei ganz auf den freien Stil. Nach seinem Studium trat er in die japanische Selbstverteidigungs-Streitkräfte ein und war Mitglied des Self Defense Forces Club Saitama, wo er von Hajime Wakui trainiert wurde.
Die internationale Ringerlaufbahn von Kenji Inoue begann als Student, als er bei der Weltmeisterschaft der Universitäten im Jahre 1996 in Teheran im Bantamgewicht an den Start ging und dort im freien Stil den 6. Platz belegte. Auch sein nächster internationaler Start fand bei einer Weltmeisterschaft der Universitäten statt. Im Jahre 1998 gewann er in Ankara im Bantamgewicht hinter Alireza Dabir aus dem Iran und Arif Kama aus der Türkei die Bronzemedaille.
Im Jahre 1999 wurde er vom japanischen Ringerverband bei der Asienmeisterschaft in Taschkent eingesetzt. Er konnte dort aber keine Medaille erringen und landete im Bantamgewicht auf dem 5. Platz.
Danach stockte die internationale Ringerlaufbahn von Kenji Inoue bis zum Jahre 2004. Er betätigte sich in jenen Jahren an vielen wichtigen nationalen Turnieren bzw. Meisterschaften in Japan. So belegte er 2002 beim „Japan Invitational“ in Tokio im Federgewicht den 2. Platz im Federgewicht hinter Ryosuke Ota, 2003 beim „Emperor Cup“ hinter Hironori Sekikawa im Federgewicht den 2. Platz, während er beim „Shizuoka National Sports Festival“ im Federgewicht gewann. 2004 siegte er auch beim „Meiji Ngugyo Cup“ im Federgewicht vor Hiroki Sekikawa.
Im Jahre 2003 wurde er hinter Hidenori Yamamoto und im Jahre 2004 hinter Takafumi Kojima jeweils japanischer Vizemeister im Federgewicht.
Im Jahre 2004 war er auch wieder auf der internationalen Ringermatte zu sehen. Er gewann in diesem Jahr das Olympia-Qualif.-Turnier in Sofia im Federgewicht vor Ibrahim Abdulrahman aus Katar, Gergő Wöller aus Ungarn und Purvbaatat Oyunbulag aus der Mongolei und hatte sich damit für die Olympischen Spiele in Athen qualifiziert. Vor den Olympischen Spielen startete er 2004 noch beim Großen Preis von Deutschland in Leipzig und belegte dort im Federgewicht hinter Guivi Sissaouri aus Kanada und vor Othmar Kuhner aus Deutschland und Hossein Rezaee aus dem Iran den 2. Platz.
Bei den Olympischen Spielen in Athen verlor Kenji Inoue im Federgewicht seinen ersten Kampf gegen Damir Sachartinow aus Usbekistan, gewann dann gegen Jung Young-Ho aus Südkorea und Lubos Cikel aus Österreich, verlor gegen Massoud Moustafa Jokar aus dem Iran und erkämpfte sich mit einem Sieg über Wasil Fedorischin aus der Ukraine die Bronzemedaille.
Nach Athen pausierte Kenji Inoue. 2006 unternahm er ein Comeback und siegte beim „National Shakaijin Open“ und im Jahre 2007 auch beim „Emperor Cup“ vor Hidenori Yamamoto. Danach trat er jedoch endgültig zurück. Seit Dezember 2008 ist er Co-Trainer bei der japanischen Nationalmannschaft der Freistilringer.

## Internationale Erfolge
| Jahr | Platz  | Wettbewerb                              | Gewichtsklasse | Bemerkungen |
| ---- | ------ | --------------------------------------- | -------------- | --- |
| 1996 | 6.     | Universitäten-WM in Teheran             | Bantam         | hinter Schamil Umachanow, Russland, Alireza Dabir, Iran, Elman Asgarow, Aserbaidschan, Bertram Lease, Kanada u. Arif Yilmaz, Türkei                                                                                     |
| 1998 | 3.     | Universitäten-WM in Ankara              | Bantam         | hinter Alireza Dabir und Arif Kama, Türkei, vor Eric Jürgens, USA u. Lub Schapajew, Russland |
| 1999 | 5.     | Asienmeisterschaft in Taschkent         | Bantam         | hinter Ri Yong Sam, Nordkorea, Ruslan Madinow, Kirgisistan, Damir Sachartinow, Usbekistan u. Midiyar Kuramasow, Kasachstan                                                                                              |
| 2004 | 1.     | Olympia-Qualif.-Turnier in Sofia        | Feder          | vor Ibrahim Abdulrahman, Katar, Gergő Wöller, Ungarn u. Ojuunbilegiin Pürewbaatar, Mongolei |
| 2004 | 2.     | Großer Preis von Deutschland in Leipzig | Feder          | hinter Guivi Sissaouri, Kanada, vor Othmar Kuhner, Deutschland u. Hossein Rezaee, Iran |
| 2004 | Bronze | OS in Athen                             | Feder          | mit einer Niederlage gegen Damir Sachartinow, Siegen über Jung Young-Ho, Südkorea u. Lubos Cikel, Österreich, einer Niederlage gegen Massoud Moustafa Jokar aus dem Iran und einem Sieg über Wasil Fedorischin, Ukraine |

Anm.: alle Wettbewerbe im freien Stil, OS = Olympische Spiele, Bantamgewicht = Gewichtsklasse bis 57 kg (bis 1996) bzw. 58 kg (ab 1997) Körpergewicht, Federgewicht = Gewichtsklasse bis 60 kg Körpergewicht.